# Malham Cove
Malham Cove – formacja skalna w północnej Anglii (Wielka Brytania), w Górach Pennińskich, na terenie Parku Narodowego Yorkshire Dales, w hrabstwie North Yorkshire, nieopodal wsi Malham.
Formacja ma postać wapiennego urwiska o wysokości 70–80 m i szerokości około 300 m, o wklęsłym, półkolistym kształcie. Teren nad urwiskiem ma formę lapiazu. Formacja powstała w wyniku działalności lodowców podczas zlodowaceń w epoce plejstocenu, a także procesów krasowych.

## W kulturze
Skała została uwieczniona na obrazach Williama Turnera i Johna Ruskina. Wiersz jej poświęcony skomponował William Wordsworth, a wzmianka na temat urwiska pojawiła się w powieści Charlesa Kingsleya Wodne dzieci (The Water-Babies). Nad urwiskiem nagrana została jedna ze scen w filmie Harry Potter i Insygnia Śmierci: Część I.

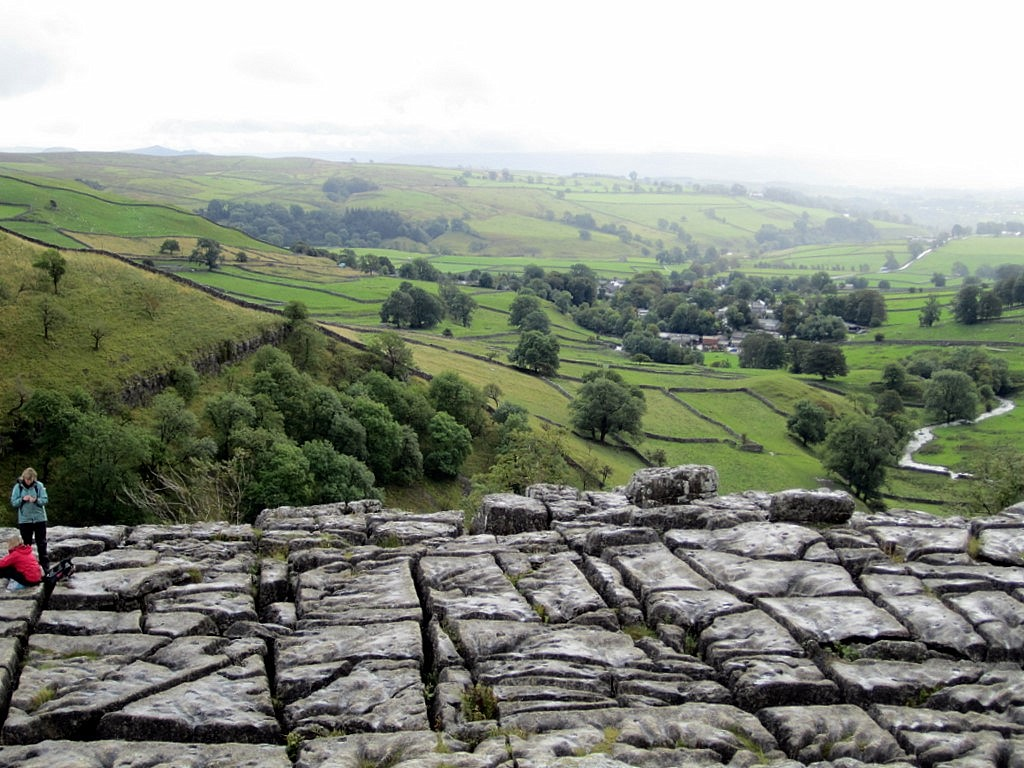
Widok ze szczytu urwiska
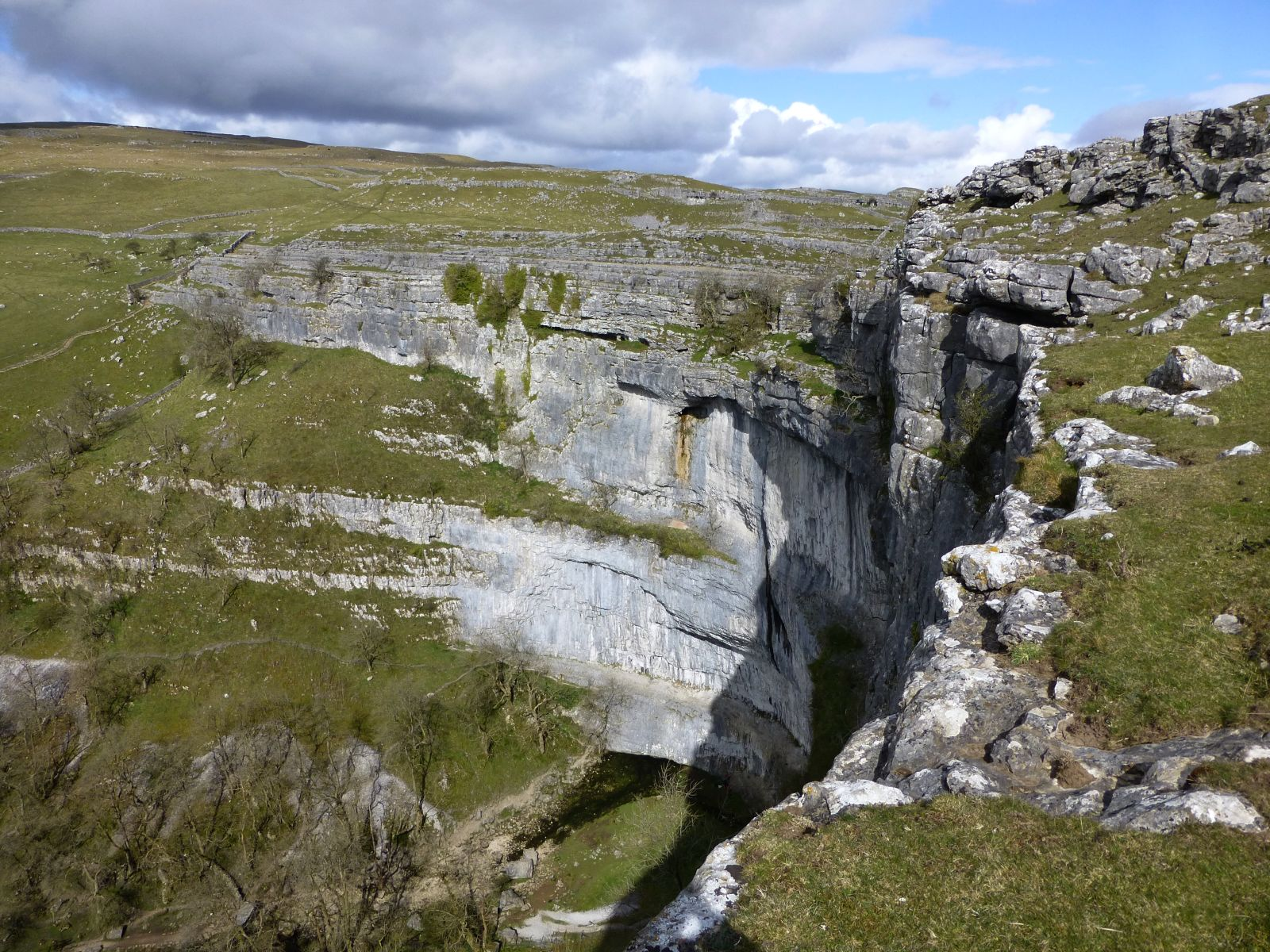
Widok od strony wschodniej